# Угроза (шахматная композиция)
Угро́за в шахматной композиции — второй ход (или последовательность ходов начиная со второго), который позволяет белым выполнить задание после первого своего хода без учёта ответа чёрных.
В задачах и этюдах обычно белые являются стороной, от которой требуется выполнить некоторое условие (выиграть, сделать ничью, объявить мат, пат и т. п.). После каждого хода белых, вплоть до последнего, возникает либо шах, либо угроза, либо цугцванг (то есть позиция, где белые не могут выполнить задание при своём ходе, однако очередь хода принадлежит чёрным, и они вынуждены сделать невыгодный ход). Ход чёрных, парирующий угрозу, называется защитой.
- В ортодоксальной двухходовке угроза является матующим ходом.
- Угроза является одной из функций ходов белых фигур.
- Угроза, возникающая после хода белых, называется мнимой, если её парирует любой ответный ход чёрных.
- В шахматных задачах угрозу, позволяющую выполнить задание в меньшее количество ходов, чем условлено, называют короткой.

Короткая угроза обычно расценивается как недостаток задачи (если в таком виде не входит в авторский замысел).

## Примеры
|   | a | b | c | d | e | f | g | h |   |
| - | --- | --- | --- | --- | --- | --- | --- | --- | - |
| 8 | a8 чёрный слон · f8 белый слон · a7 чёрный конь · e7 белая пешка · a6 чёрная ладья · c6 чёрный конь · d6 белый конь · h6 белый король · a5 чёрная пешка · e5 белая пешка · h5 белая ладья · a4 чёрная ладья · d4 чёрный король · g4 чёрная пешка · c3 белая ладья · b2 белая пешка · h1 белый слон | a8 чёрный слон · f8 белый слон · a7 чёрный конь · e7 белая пешка · a6 чёрная ладья · c6 чёрный конь · d6 белый конь · h6 белый король · a5 чёрная пешка · e5 белая пешка · h5 белая ладья · a4 чёрная ладья · d4 чёрный король · g4 чёрная пешка · c3 белая ладья · b2 белая пешка · h1 белый слон | a8 чёрный слон · f8 белый слон · a7 чёрный конь · e7 белая пешка · a6 чёрная ладья · c6 чёрный конь · d6 белый конь · h6 белый король · a5 чёрная пешка · e5 белая пешка · h5 белая ладья · a4 чёрная ладья · d4 чёрный король · g4 чёрная пешка · c3 белая ладья · b2 белая пешка · h1 белый слон | a8 чёрный слон · f8 белый слон · a7 чёрный конь · e7 белая пешка · a6 чёрная ладья · c6 чёрный конь · d6 белый конь · h6 белый король · a5 чёрная пешка · e5 белая пешка · h5 белая ладья · a4 чёрная ладья · d4 чёрный король · g4 чёрная пешка · c3 белая ладья · b2 белая пешка · h1 белый слон | a8 чёрный слон · f8 белый слон · a7 чёрный конь · e7 белая пешка · a6 чёрная ладья · c6 чёрный конь · d6 белый конь · h6 белый король · a5 чёрная пешка · e5 белая пешка · h5 белая ладья · a4 чёрная ладья · d4 чёрный король · g4 чёрная пешка · c3 белая ладья · b2 белая пешка · h1 белый слон | a8 чёрный слон · f8 белый слон · a7 чёрный конь · e7 белая пешка · a6 чёрная ладья · c6 чёрный конь · d6 белый конь · h6 белый король · a5 чёрная пешка · e5 белая пешка · h5 белая ладья · a4 чёрная ладья · d4 чёрный король · g4 чёрная пешка · c3 белая ладья · b2 белая пешка · h1 белый слон | a8 чёрный слон · f8 белый слон · a7 чёрный конь · e7 белая пешка · a6 чёрная ладья · c6 чёрный конь · d6 белый конь · h6 белый король · a5 чёрная пешка · e5 белая пешка · h5 белая ладья · a4 чёрная ладья · d4 чёрный король · g4 чёрная пешка · c3 белая ладья · b2 белая пешка · h1 белый слон | a8 чёрный слон · f8 белый слон · a7 чёрный конь · e7 белая пешка · a6 чёрная ладья · c6 чёрный конь · d6 белый конь · h6 белый король · a5 чёрная пешка · e5 белая пешка · h5 белая ладья · a4 чёрная ладья · d4 чёрный король · g4 чёрная пешка · c3 белая ладья · b2 белая пешка · h1 белый слон | 8 |
| 7 | a8 чёрный слон · f8 белый слон · a7 чёрный конь · e7 белая пешка · a6 чёрная ладья · c6 чёрный конь · d6 белый конь · h6 белый король · a5 чёрная пешка · e5 белая пешка · h5 белая ладья · a4 чёрная ладья · d4 чёрный король · g4 чёрная пешка · c3 белая ладья · b2 белая пешка · h1 белый слон | a8 чёрный слон · f8 белый слон · a7 чёрный конь · e7 белая пешка · a6 чёрная ладья · c6 чёрный конь · d6 белый конь · h6 белый король · a5 чёрная пешка · e5 белая пешка · h5 белая ладья · a4 чёрная ладья · d4 чёрный король · g4 чёрная пешка · c3 белая ладья · b2 белая пешка · h1 белый слон | a8 чёрный слон · f8 белый слон · a7 чёрный конь · e7 белая пешка · a6 чёрная ладья · c6 чёрный конь · d6 белый конь · h6 белый король · a5 чёрная пешка · e5 белая пешка · h5 белая ладья · a4 чёрная ладья · d4 чёрный король · g4 чёрная пешка · c3 белая ладья · b2 белая пешка · h1 белый слон | a8 чёрный слон · f8 белый слон · a7 чёрный конь · e7 белая пешка · a6 чёрная ладья · c6 чёрный конь · d6 белый конь · h6 белый король · a5 чёрная пешка · e5 белая пешка · h5 белая ладья · a4 чёрная ладья · d4 чёрный король · g4 чёрная пешка · c3 белая ладья · b2 белая пешка · h1 белый слон | a8 чёрный слон · f8 белый слон · a7 чёрный конь · e7 белая пешка · a6 чёрная ладья · c6 чёрный конь · d6 белый конь · h6 белый король · a5 чёрная пешка · e5 белая пешка · h5 белая ладья · a4 чёрная ладья · d4 чёрный король · g4 чёрная пешка · c3 белая ладья · b2 белая пешка · h1 белый слон | a8 чёрный слон · f8 белый слон · a7 чёрный конь · e7 белая пешка · a6 чёрная ладья · c6 чёрный конь · d6 белый конь · h6 белый король · a5 чёрная пешка · e5 белая пешка · h5 белая ладья · a4 чёрная ладья · d4 чёрный король · g4 чёрная пешка · c3 белая ладья · b2 белая пешка · h1 белый слон | a8 чёрный слон · f8 белый слон · a7 чёрный конь · e7 белая пешка · a6 чёрная ладья · c6 чёрный конь · d6 белый конь · h6 белый король · a5 чёрная пешка · e5 белая пешка · h5 белая ладья · a4 чёрная ладья · d4 чёрный король · g4 чёрная пешка · c3 белая ладья · b2 белая пешка · h1 белый слон | a8 чёрный слон · f8 белый слон · a7 чёрный конь · e7 белая пешка · a6 чёрная ладья · c6 чёрный конь · d6 белый конь · h6 белый король · a5 чёрная пешка · e5 белая пешка · h5 белая ладья · a4 чёрная ладья · d4 чёрный король · g4 чёрная пешка · c3 белая ладья · b2 белая пешка · h1 белый слон | 7 |
| 6 | a8 чёрный слон · f8 белый слон · a7 чёрный конь · e7 белая пешка · a6 чёрная ладья · c6 чёрный конь · d6 белый конь · h6 белый король · a5 чёрная пешка · e5 белая пешка · h5 белая ладья · a4 чёрная ладья · d4 чёрный король · g4 чёрная пешка · c3 белая ладья · b2 белая пешка · h1 белый слон | a8 чёрный слон · f8 белый слон · a7 чёрный конь · e7 белая пешка · a6 чёрная ладья · c6 чёрный конь · d6 белый конь · h6 белый король · a5 чёрная пешка · e5 белая пешка · h5 белая ладья · a4 чёрная ладья · d4 чёрный король · g4 чёрная пешка · c3 белая ладья · b2 белая пешка · h1 белый слон | a8 чёрный слон · f8 белый слон · a7 чёрный конь · e7 белая пешка · a6 чёрная ладья · c6 чёрный конь · d6 белый конь · h6 белый король · a5 чёрная пешка · e5 белая пешка · h5 белая ладья · a4 чёрная ладья · d4 чёрный король · g4 чёрная пешка · c3 белая ладья · b2 белая пешка · h1 белый слон | a8 чёрный слон · f8 белый слон · a7 чёрный конь · e7 белая пешка · a6 чёрная ладья · c6 чёрный конь · d6 белый конь · h6 белый король · a5 чёрная пешка · e5 белая пешка · h5 белая ладья · a4 чёрная ладья · d4 чёрный король · g4 чёрная пешка · c3 белая ладья · b2 белая пешка · h1 белый слон | a8 чёрный слон · f8 белый слон · a7 чёрный конь · e7 белая пешка · a6 чёрная ладья · c6 чёрный конь · d6 белый конь · h6 белый король · a5 чёрная пешка · e5 белая пешка · h5 белая ладья · a4 чёрная ладья · d4 чёрный король · g4 чёрная пешка · c3 белая ладья · b2 белая пешка · h1 белый слон | a8 чёрный слон · f8 белый слон · a7 чёрный конь · e7 белая пешка · a6 чёрная ладья · c6 чёрный конь · d6 белый конь · h6 белый король · a5 чёрная пешка · e5 белая пешка · h5 белая ладья · a4 чёрная ладья · d4 чёрный король · g4 чёрная пешка · c3 белая ладья · b2 белая пешка · h1 белый слон | a8 чёрный слон · f8 белый слон · a7 чёрный конь · e7 белая пешка · a6 чёрная ладья · c6 чёрный конь · d6 белый конь · h6 белый король · a5 чёрная пешка · e5 белая пешка · h5 белая ладья · a4 чёрная ладья · d4 чёрный король · g4 чёрная пешка · c3 белая ладья · b2 белая пешка · h1 белый слон | a8 чёрный слон · f8 белый слон · a7 чёрный конь · e7 белая пешка · a6 чёрная ладья · c6 чёрный конь · d6 белый конь · h6 белый король · a5 чёрная пешка · e5 белая пешка · h5 белая ладья · a4 чёрная ладья · d4 чёрный король · g4 чёрная пешка · c3 белая ладья · b2 белая пешка · h1 белый слон | 6 |
| 5 | a8 чёрный слон · f8 белый слон · a7 чёрный конь · e7 белая пешка · a6 чёрная ладья · c6 чёрный конь · d6 белый конь · h6 белый король · a5 чёрная пешка · e5 белая пешка · h5 белая ладья · a4 чёрная ладья · d4 чёрный король · g4 чёрная пешка · c3 белая ладья · b2 белая пешка · h1 белый слон | a8 чёрный слон · f8 белый слон · a7 чёрный конь · e7 белая пешка · a6 чёрная ладья · c6 чёрный конь · d6 белый конь · h6 белый король · a5 чёрная пешка · e5 белая пешка · h5 белая ладья · a4 чёрная ладья · d4 чёрный король · g4 чёрная пешка · c3 белая ладья · b2 белая пешка · h1 белый слон | a8 чёрный слон · f8 белый слон · a7 чёрный конь · e7 белая пешка · a6 чёрная ладья · c6 чёрный конь · d6 белый конь · h6 белый король · a5 чёрная пешка · e5 белая пешка · h5 белая ладья · a4 чёрная ладья · d4 чёрный король · g4 чёрная пешка · c3 белая ладья · b2 белая пешка · h1 белый слон | a8 чёрный слон · f8 белый слон · a7 чёрный конь · e7 белая пешка · a6 чёрная ладья · c6 чёрный конь · d6 белый конь · h6 белый король · a5 чёрная пешка · e5 белая пешка · h5 белая ладья · a4 чёрная ладья · d4 чёрный король · g4 чёрная пешка · c3 белая ладья · b2 белая пешка · h1 белый слон | a8 чёрный слон · f8 белый слон · a7 чёрный конь · e7 белая пешка · a6 чёрная ладья · c6 чёрный конь · d6 белый конь · h6 белый король · a5 чёрная пешка · e5 белая пешка · h5 белая ладья · a4 чёрная ладья · d4 чёрный король · g4 чёрная пешка · c3 белая ладья · b2 белая пешка · h1 белый слон | a8 чёрный слон · f8 белый слон · a7 чёрный конь · e7 белая пешка · a6 чёрная ладья · c6 чёрный конь · d6 белый конь · h6 белый король · a5 чёрная пешка · e5 белая пешка · h5 белая ладья · a4 чёрная ладья · d4 чёрный король · g4 чёрная пешка · c3 белая ладья · b2 белая пешка · h1 белый слон | a8 чёрный слон · f8 белый слон · a7 чёрный конь · e7 белая пешка · a6 чёрная ладья · c6 чёрный конь · d6 белый конь · h6 белый король · a5 чёрная пешка · e5 белая пешка · h5 белая ладья · a4 чёрная ладья · d4 чёрный король · g4 чёрная пешка · c3 белая ладья · b2 белая пешка · h1 белый слон | a8 чёрный слон · f8 белый слон · a7 чёрный конь · e7 белая пешка · a6 чёрная ладья · c6 чёрный конь · d6 белый конь · h6 белый король · a5 чёрная пешка · e5 белая пешка · h5 белая ладья · a4 чёрная ладья · d4 чёрный король · g4 чёрная пешка · c3 белая ладья · b2 белая пешка · h1 белый слон | 5 |
| 4 | a8 чёрный слон · f8 белый слон · a7 чёрный конь · e7 белая пешка · a6 чёрная ладья · c6 чёрный конь · d6 белый конь · h6 белый король · a5 чёрная пешка · e5 белая пешка · h5 белая ладья · a4 чёрная ладья · d4 чёрный король · g4 чёрная пешка · c3 белая ладья · b2 белая пешка · h1 белый слон | a8 чёрный слон · f8 белый слон · a7 чёрный конь · e7 белая пешка · a6 чёрная ладья · c6 чёрный конь · d6 белый конь · h6 белый король · a5 чёрная пешка · e5 белая пешка · h5 белая ладья · a4 чёрная ладья · d4 чёрный король · g4 чёрная пешка · c3 белая ладья · b2 белая пешка · h1 белый слон | a8 чёрный слон · f8 белый слон · a7 чёрный конь · e7 белая пешка · a6 чёрная ладья · c6 чёрный конь · d6 белый конь · h6 белый король · a5 чёрная пешка · e5 белая пешка · h5 белая ладья · a4 чёрная ладья · d4 чёрный король · g4 чёрная пешка · c3 белая ладья · b2 белая пешка · h1 белый слон | a8 чёрный слон · f8 белый слон · a7 чёрный конь · e7 белая пешка · a6 чёрная ладья · c6 чёрный конь · d6 белый конь · h6 белый король · a5 чёрная пешка · e5 белая пешка · h5 белая ладья · a4 чёрная ладья · d4 чёрный король · g4 чёрная пешка · c3 белая ладья · b2 белая пешка · h1 белый слон | a8 чёрный слон · f8 белый слон · a7 чёрный конь · e7 белая пешка · a6 чёрная ладья · c6 чёрный конь · d6 белый конь · h6 белый король · a5 чёрная пешка · e5 белая пешка · h5 белая ладья · a4 чёрная ладья · d4 чёрный король · g4 чёрная пешка · c3 белая ладья · b2 белая пешка · h1 белый слон | a8 чёрный слон · f8 белый слон · a7 чёрный конь · e7 белая пешка · a6 чёрная ладья · c6 чёрный конь · d6 белый конь · h6 белый король · a5 чёрная пешка · e5 белая пешка · h5 белая ладья · a4 чёрная ладья · d4 чёрный король · g4 чёрная пешка · c3 белая ладья · b2 белая пешка · h1 белый слон | a8 чёрный слон · f8 белый слон · a7 чёрный конь · e7 белая пешка · a6 чёрная ладья · c6 чёрный конь · d6 белый конь · h6 белый король · a5 чёрная пешка · e5 белая пешка · h5 белая ладья · a4 чёрная ладья · d4 чёрный король · g4 чёрная пешка · c3 белая ладья · b2 белая пешка · h1 белый слон | a8 чёрный слон · f8 белый слон · a7 чёрный конь · e7 белая пешка · a6 чёрная ладья · c6 чёрный конь · d6 белый конь · h6 белый король · a5 чёрная пешка · e5 белая пешка · h5 белая ладья · a4 чёрная ладья · d4 чёрный король · g4 чёрная пешка · c3 белая ладья · b2 белая пешка · h1 белый слон | 4 |
| 3 | a8 чёрный слон · f8 белый слон · a7 чёрный конь · e7 белая пешка · a6 чёрная ладья · c6 чёрный конь · d6 белый конь · h6 белый король · a5 чёрная пешка · e5 белая пешка · h5 белая ладья · a4 чёрная ладья · d4 чёрный король · g4 чёрная пешка · c3 белая ладья · b2 белая пешка · h1 белый слон | a8 чёрный слон · f8 белый слон · a7 чёрный конь · e7 белая пешка · a6 чёрная ладья · c6 чёрный конь · d6 белый конь · h6 белый король · a5 чёрная пешка · e5 белая пешка · h5 белая ладья · a4 чёрная ладья · d4 чёрный король · g4 чёрная пешка · c3 белая ладья · b2 белая пешка · h1 белый слон | a8 чёрный слон · f8 белый слон · a7 чёрный конь · e7 белая пешка · a6 чёрная ладья · c6 чёрный конь · d6 белый конь · h6 белый король · a5 чёрная пешка · e5 белая пешка · h5 белая ладья · a4 чёрная ладья · d4 чёрный король · g4 чёрная пешка · c3 белая ладья · b2 белая пешка · h1 белый слон | a8 чёрный слон · f8 белый слон · a7 чёрный конь · e7 белая пешка · a6 чёрная ладья · c6 чёрный конь · d6 белый конь · h6 белый король · a5 чёрная пешка · e5 белая пешка · h5 белая ладья · a4 чёрная ладья · d4 чёрный король · g4 чёрная пешка · c3 белая ладья · b2 белая пешка · h1 белый слон | a8 чёрный слон · f8 белый слон · a7 чёрный конь · e7 белая пешка · a6 чёрная ладья · c6 чёрный конь · d6 белый конь · h6 белый король · a5 чёрная пешка · e5 белая пешка · h5 белая ладья · a4 чёрная ладья · d4 чёрный король · g4 чёрная пешка · c3 белая ладья · b2 белая пешка · h1 белый слон | a8 чёрный слон · f8 белый слон · a7 чёрный конь · e7 белая пешка · a6 чёрная ладья · c6 чёрный конь · d6 белый конь · h6 белый король · a5 чёрная пешка · e5 белая пешка · h5 белая ладья · a4 чёрная ладья · d4 чёрный король · g4 чёрная пешка · c3 белая ладья · b2 белая пешка · h1 белый слон | a8 чёрный слон · f8 белый слон · a7 чёрный конь · e7 белая пешка · a6 чёрная ладья · c6 чёрный конь · d6 белый конь · h6 белый король · a5 чёрная пешка · e5 белая пешка · h5 белая ладья · a4 чёрная ладья · d4 чёрный король · g4 чёрная пешка · c3 белая ладья · b2 белая пешка · h1 белый слон | a8 чёрный слон · f8 белый слон · a7 чёрный конь · e7 белая пешка · a6 чёрная ладья · c6 чёрный конь · d6 белый конь · h6 белый король · a5 чёрная пешка · e5 белая пешка · h5 белая ладья · a4 чёрная ладья · d4 чёрный король · g4 чёрная пешка · c3 белая ладья · b2 белая пешка · h1 белый слон | 3 |
| 2 | a8 чёрный слон · f8 белый слон · a7 чёрный конь · e7 белая пешка · a6 чёрная ладья · c6 чёрный конь · d6 белый конь · h6 белый король · a5 чёрная пешка · e5 белая пешка · h5 белая ладья · a4 чёрная ладья · d4 чёрный король · g4 чёрная пешка · c3 белая ладья · b2 белая пешка · h1 белый слон | a8 чёрный слон · f8 белый слон · a7 чёрный конь · e7 белая пешка · a6 чёрная ладья · c6 чёрный конь · d6 белый конь · h6 белый король · a5 чёрная пешка · e5 белая пешка · h5 белая ладья · a4 чёрная ладья · d4 чёрный король · g4 чёрная пешка · c3 белая ладья · b2 белая пешка · h1 белый слон | a8 чёрный слон · f8 белый слон · a7 чёрный конь · e7 белая пешка · a6 чёрная ладья · c6 чёрный конь · d6 белый конь · h6 белый король · a5 чёрная пешка · e5 белая пешка · h5 белая ладья · a4 чёрная ладья · d4 чёрный король · g4 чёрная пешка · c3 белая ладья · b2 белая пешка · h1 белый слон | a8 чёрный слон · f8 белый слон · a7 чёрный конь · e7 белая пешка · a6 чёрная ладья · c6 чёрный конь · d6 белый конь · h6 белый король · a5 чёрная пешка · e5 белая пешка · h5 белая ладья · a4 чёрная ладья · d4 чёрный король · g4 чёрная пешка · c3 белая ладья · b2 белая пешка · h1 белый слон | a8 чёрный слон · f8 белый слон · a7 чёрный конь · e7 белая пешка · a6 чёрная ладья · c6 чёрный конь · d6 белый конь · h6 белый король · a5 чёрная пешка · e5 белая пешка · h5 белая ладья · a4 чёрная ладья · d4 чёрный король · g4 чёрная пешка · c3 белая ладья · b2 белая пешка · h1 белый слон | a8 чёрный слон · f8 белый слон · a7 чёрный конь · e7 белая пешка · a6 чёрная ладья · c6 чёрный конь · d6 белый конь · h6 белый король · a5 чёрная пешка · e5 белая пешка · h5 белая ладья · a4 чёрная ладья · d4 чёрный король · g4 чёрная пешка · c3 белая ладья · b2 белая пешка · h1 белый слон | a8 чёрный слон · f8 белый слон · a7 чёрный конь · e7 белая пешка · a6 чёрная ладья · c6 чёрный конь · d6 белый конь · h6 белый король · a5 чёрная пешка · e5 белая пешка · h5 белая ладья · a4 чёрная ладья · d4 чёрный король · g4 чёрная пешка · c3 белая ладья · b2 белая пешка · h1 белый слон | a8 чёрный слон · f8 белый слон · a7 чёрный конь · e7 белая пешка · a6 чёрная ладья · c6 чёрный конь · d6 белый конь · h6 белый король · a5 чёрная пешка · e5 белая пешка · h5 белая ладья · a4 чёрная ладья · d4 чёрный король · g4 чёрная пешка · c3 белая ладья · b2 белая пешка · h1 белый слон | 2 |
| 1 | a8 чёрный слон · f8 белый слон · a7 чёрный конь · e7 белая пешка · a6 чёрная ладья · c6 чёрный конь · d6 белый конь · h6 белый король · a5 чёрная пешка · e5 белая пешка · h5 белая ладья · a4 чёрная ладья · d4 чёрный король · g4 чёрная пешка · c3 белая ладья · b2 белая пешка · h1 белый слон | a8 чёрный слон · f8 белый слон · a7 чёрный конь · e7 белая пешка · a6 чёрная ладья · c6 чёрный конь · d6 белый конь · h6 белый король · a5 чёрная пешка · e5 белая пешка · h5 белая ладья · a4 чёрная ладья · d4 чёрный король · g4 чёрная пешка · c3 белая ладья · b2 белая пешка · h1 белый слон | a8 чёрный слон · f8 белый слон · a7 чёрный конь · e7 белая пешка · a6 чёрная ладья · c6 чёрный конь · d6 белый конь · h6 белый король · a5 чёрная пешка · e5 белая пешка · h5 белая ладья · a4 чёрная ладья · d4 чёрный король · g4 чёрная пешка · c3 белая ладья · b2 белая пешка · h1 белый слон | a8 чёрный слон · f8 белый слон · a7 чёрный конь · e7 белая пешка · a6 чёрная ладья · c6 чёрный конь · d6 белый конь · h6 белый король · a5 чёрная пешка · e5 белая пешка · h5 белая ладья · a4 чёрная ладья · d4 чёрный король · g4 чёрная пешка · c3 белая ладья · b2 белая пешка · h1 белый слон | a8 чёрный слон · f8 белый слон · a7 чёрный конь · e7 белая пешка · a6 чёрная ладья · c6 чёрный конь · d6 белый конь · h6 белый король · a5 чёрная пешка · e5 белая пешка · h5 белая ладья · a4 чёрная ладья · d4 чёрный король · g4 чёрная пешка · c3 белая ладья · b2 белая пешка · h1 белый слон | a8 чёрный слон · f8 белый слон · a7 чёрный конь · e7 белая пешка · a6 чёрная ладья · c6 чёрный конь · d6 белый конь · h6 белый король · a5 чёрная пешка · e5 белая пешка · h5 белая ладья · a4 чёрная ладья · d4 чёрный король · g4 чёрная пешка · c3 белая ладья · b2 белая пешка · h1 белый слон | a8 чёрный слон · f8 белый слон · a7 чёрный конь · e7 белая пешка · a6 чёрная ладья · c6 чёрный конь · d6 белый конь · h6 белый король · a5 чёрная пешка · e5 белая пешка · h5 белая ладья · a4 чёрная ладья · d4 чёрный король · g4 чёрная пешка · c3 белая ладья · b2 белая пешка · h1 белый слон | a8 чёрный слон · f8 белый слон · a7 чёрный конь · e7 белая пешка · a6 чёрная ладья · c6 чёрный конь · d6 белый конь · h6 белый король · a5 чёрная пешка · e5 белая пешка · h5 белая ладья · a4 чёрная ладья · d4 чёрный король · g4 чёрная пешка · c3 белая ладья · b2 белая пешка · h1 белый слон | 1 |
|   | a | b | c | d | e | f | g | h |   |

Ложный след:

1.e8Ф? — угроза 2.Kf5#, 

1…Kc~ 2.Ф:a4#, 1…K:e5 2.Ф:e5#, 

но 1…Kb4!
Ложный след:

1.Cg7? — угроза 2.Kf5#, 

1…Kc~ 2.e6#, 1…K:e5 2.C:e5#, 

но 1…Лс4!
Решение:

1.e6! — угроза 2.Лd5#, 

1…Kc~ 2.Cg7#, 1.Ke5 2.Kf5#.
|   | a | b | c | d | e | f | g | h |   |
| - | --- | --- | --- | --- | --- | --- | --- | --- | - |
| 8 | c8 чёрный конь · d7 чёрная пешка · f7 белый ферзь · b6 чёрная ладья · d5 чёрная пешка · f5 чёрная пешка · c4 чёрная пешка · e4 чёрный король · g4 чёрная пешка · c3 белая ладья · g3 белая пешка · h3 белый конь · c2 белый конь · d2 чёрная пешка · e2 чёрная пешка · g2 чёрный конь · h2 белый король · a1 белый слон | c8 чёрный конь · d7 чёрная пешка · f7 белый ферзь · b6 чёрная ладья · d5 чёрная пешка · f5 чёрная пешка · c4 чёрная пешка · e4 чёрный король · g4 чёрная пешка · c3 белая ладья · g3 белая пешка · h3 белый конь · c2 белый конь · d2 чёрная пешка · e2 чёрная пешка · g2 чёрный конь · h2 белый король · a1 белый слон | c8 чёрный конь · d7 чёрная пешка · f7 белый ферзь · b6 чёрная ладья · d5 чёрная пешка · f5 чёрная пешка · c4 чёрная пешка · e4 чёрный король · g4 чёрная пешка · c3 белая ладья · g3 белая пешка · h3 белый конь · c2 белый конь · d2 чёрная пешка · e2 чёрная пешка · g2 чёрный конь · h2 белый король · a1 белый слон | c8 чёрный конь · d7 чёрная пешка · f7 белый ферзь · b6 чёрная ладья · d5 чёрная пешка · f5 чёрная пешка · c4 чёрная пешка · e4 чёрный король · g4 чёрная пешка · c3 белая ладья · g3 белая пешка · h3 белый конь · c2 белый конь · d2 чёрная пешка · e2 чёрная пешка · g2 чёрный конь · h2 белый король · a1 белый слон | c8 чёрный конь · d7 чёрная пешка · f7 белый ферзь · b6 чёрная ладья · d5 чёрная пешка · f5 чёрная пешка · c4 чёрная пешка · e4 чёрный король · g4 чёрная пешка · c3 белая ладья · g3 белая пешка · h3 белый конь · c2 белый конь · d2 чёрная пешка · e2 чёрная пешка · g2 чёрный конь · h2 белый король · a1 белый слон | c8 чёрный конь · d7 чёрная пешка · f7 белый ферзь · b6 чёрная ладья · d5 чёрная пешка · f5 чёрная пешка · c4 чёрная пешка · e4 чёрный король · g4 чёрная пешка · c3 белая ладья · g3 белая пешка · h3 белый конь · c2 белый конь · d2 чёрная пешка · e2 чёрная пешка · g2 чёрный конь · h2 белый король · a1 белый слон | c8 чёрный конь · d7 чёрная пешка · f7 белый ферзь · b6 чёрная ладья · d5 чёрная пешка · f5 чёрная пешка · c4 чёрная пешка · e4 чёрный король · g4 чёрная пешка · c3 белая ладья · g3 белая пешка · h3 белый конь · c2 белый конь · d2 чёрная пешка · e2 чёрная пешка · g2 чёрный конь · h2 белый король · a1 белый слон | c8 чёрный конь · d7 чёрная пешка · f7 белый ферзь · b6 чёрная ладья · d5 чёрная пешка · f5 чёрная пешка · c4 чёрная пешка · e4 чёрный король · g4 чёрная пешка · c3 белая ладья · g3 белая пешка · h3 белый конь · c2 белый конь · d2 чёрная пешка · e2 чёрная пешка · g2 чёрный конь · h2 белый король · a1 белый слон | 8 |
| 7 | c8 чёрный конь · d7 чёрная пешка · f7 белый ферзь · b6 чёрная ладья · d5 чёрная пешка · f5 чёрная пешка · c4 чёрная пешка · e4 чёрный король · g4 чёрная пешка · c3 белая ладья · g3 белая пешка · h3 белый конь · c2 белый конь · d2 чёрная пешка · e2 чёрная пешка · g2 чёрный конь · h2 белый король · a1 белый слон | c8 чёрный конь · d7 чёрная пешка · f7 белый ферзь · b6 чёрная ладья · d5 чёрная пешка · f5 чёрная пешка · c4 чёрная пешка · e4 чёрный король · g4 чёрная пешка · c3 белая ладья · g3 белая пешка · h3 белый конь · c2 белый конь · d2 чёрная пешка · e2 чёрная пешка · g2 чёрный конь · h2 белый король · a1 белый слон | c8 чёрный конь · d7 чёрная пешка · f7 белый ферзь · b6 чёрная ладья · d5 чёрная пешка · f5 чёрная пешка · c4 чёрная пешка · e4 чёрный король · g4 чёрная пешка · c3 белая ладья · g3 белая пешка · h3 белый конь · c2 белый конь · d2 чёрная пешка · e2 чёрная пешка · g2 чёрный конь · h2 белый король · a1 белый слон | c8 чёрный конь · d7 чёрная пешка · f7 белый ферзь · b6 чёрная ладья · d5 чёрная пешка · f5 чёрная пешка · c4 чёрная пешка · e4 чёрный король · g4 чёрная пешка · c3 белая ладья · g3 белая пешка · h3 белый конь · c2 белый конь · d2 чёрная пешка · e2 чёрная пешка · g2 чёрный конь · h2 белый король · a1 белый слон | c8 чёрный конь · d7 чёрная пешка · f7 белый ферзь · b6 чёрная ладья · d5 чёрная пешка · f5 чёрная пешка · c4 чёрная пешка · e4 чёрный король · g4 чёрная пешка · c3 белая ладья · g3 белая пешка · h3 белый конь · c2 белый конь · d2 чёрная пешка · e2 чёрная пешка · g2 чёрный конь · h2 белый король · a1 белый слон | c8 чёрный конь · d7 чёрная пешка · f7 белый ферзь · b6 чёрная ладья · d5 чёрная пешка · f5 чёрная пешка · c4 чёрная пешка · e4 чёрный король · g4 чёрная пешка · c3 белая ладья · g3 белая пешка · h3 белый конь · c2 белый конь · d2 чёрная пешка · e2 чёрная пешка · g2 чёрный конь · h2 белый король · a1 белый слон | c8 чёрный конь · d7 чёрная пешка · f7 белый ферзь · b6 чёрная ладья · d5 чёрная пешка · f5 чёрная пешка · c4 чёрная пешка · e4 чёрный король · g4 чёрная пешка · c3 белая ладья · g3 белая пешка · h3 белый конь · c2 белый конь · d2 чёрная пешка · e2 чёрная пешка · g2 чёрный конь · h2 белый король · a1 белый слон | c8 чёрный конь · d7 чёрная пешка · f7 белый ферзь · b6 чёрная ладья · d5 чёрная пешка · f5 чёрная пешка · c4 чёрная пешка · e4 чёрный король · g4 чёрная пешка · c3 белая ладья · g3 белая пешка · h3 белый конь · c2 белый конь · d2 чёрная пешка · e2 чёрная пешка · g2 чёрный конь · h2 белый король · a1 белый слон | 7 |
| 6 | c8 чёрный конь · d7 чёрная пешка · f7 белый ферзь · b6 чёрная ладья · d5 чёрная пешка · f5 чёрная пешка · c4 чёрная пешка · e4 чёрный король · g4 чёрная пешка · c3 белая ладья · g3 белая пешка · h3 белый конь · c2 белый конь · d2 чёрная пешка · e2 чёрная пешка · g2 чёрный конь · h2 белый король · a1 белый слон | c8 чёрный конь · d7 чёрная пешка · f7 белый ферзь · b6 чёрная ладья · d5 чёрная пешка · f5 чёрная пешка · c4 чёрная пешка · e4 чёрный король · g4 чёрная пешка · c3 белая ладья · g3 белая пешка · h3 белый конь · c2 белый конь · d2 чёрная пешка · e2 чёрная пешка · g2 чёрный конь · h2 белый король · a1 белый слон | c8 чёрный конь · d7 чёрная пешка · f7 белый ферзь · b6 чёрная ладья · d5 чёрная пешка · f5 чёрная пешка · c4 чёрная пешка · e4 чёрный король · g4 чёрная пешка · c3 белая ладья · g3 белая пешка · h3 белый конь · c2 белый конь · d2 чёрная пешка · e2 чёрная пешка · g2 чёрный конь · h2 белый король · a1 белый слон | c8 чёрный конь · d7 чёрная пешка · f7 белый ферзь · b6 чёрная ладья · d5 чёрная пешка · f5 чёрная пешка · c4 чёрная пешка · e4 чёрный король · g4 чёрная пешка · c3 белая ладья · g3 белая пешка · h3 белый конь · c2 белый конь · d2 чёрная пешка · e2 чёрная пешка · g2 чёрный конь · h2 белый король · a1 белый слон | c8 чёрный конь · d7 чёрная пешка · f7 белый ферзь · b6 чёрная ладья · d5 чёрная пешка · f5 чёрная пешка · c4 чёрная пешка · e4 чёрный король · g4 чёрная пешка · c3 белая ладья · g3 белая пешка · h3 белый конь · c2 белый конь · d2 чёрная пешка · e2 чёрная пешка · g2 чёрный конь · h2 белый король · a1 белый слон | c8 чёрный конь · d7 чёрная пешка · f7 белый ферзь · b6 чёрная ладья · d5 чёрная пешка · f5 чёрная пешка · c4 чёрная пешка · e4 чёрный король · g4 чёрная пешка · c3 белая ладья · g3 белая пешка · h3 белый конь · c2 белый конь · d2 чёрная пешка · e2 чёрная пешка · g2 чёрный конь · h2 белый король · a1 белый слон | c8 чёрный конь · d7 чёрная пешка · f7 белый ферзь · b6 чёрная ладья · d5 чёрная пешка · f5 чёрная пешка · c4 чёрная пешка · e4 чёрный король · g4 чёрная пешка · c3 белая ладья · g3 белая пешка · h3 белый конь · c2 белый конь · d2 чёрная пешка · e2 чёрная пешка · g2 чёрный конь · h2 белый король · a1 белый слон | c8 чёрный конь · d7 чёрная пешка · f7 белый ферзь · b6 чёрная ладья · d5 чёрная пешка · f5 чёрная пешка · c4 чёрная пешка · e4 чёрный король · g4 чёрная пешка · c3 белая ладья · g3 белая пешка · h3 белый конь · c2 белый конь · d2 чёрная пешка · e2 чёрная пешка · g2 чёрный конь · h2 белый король · a1 белый слон | 6 |
| 5 | c8 чёрный конь · d7 чёрная пешка · f7 белый ферзь · b6 чёрная ладья · d5 чёрная пешка · f5 чёрная пешка · c4 чёрная пешка · e4 чёрный король · g4 чёрная пешка · c3 белая ладья · g3 белая пешка · h3 белый конь · c2 белый конь · d2 чёрная пешка · e2 чёрная пешка · g2 чёрный конь · h2 белый король · a1 белый слон | c8 чёрный конь · d7 чёрная пешка · f7 белый ферзь · b6 чёрная ладья · d5 чёрная пешка · f5 чёрная пешка · c4 чёрная пешка · e4 чёрный король · g4 чёрная пешка · c3 белая ладья · g3 белая пешка · h3 белый конь · c2 белый конь · d2 чёрная пешка · e2 чёрная пешка · g2 чёрный конь · h2 белый король · a1 белый слон | c8 чёрный конь · d7 чёрная пешка · f7 белый ферзь · b6 чёрная ладья · d5 чёрная пешка · f5 чёрная пешка · c4 чёрная пешка · e4 чёрный король · g4 чёрная пешка · c3 белая ладья · g3 белая пешка · h3 белый конь · c2 белый конь · d2 чёрная пешка · e2 чёрная пешка · g2 чёрный конь · h2 белый король · a1 белый слон | c8 чёрный конь · d7 чёрная пешка · f7 белый ферзь · b6 чёрная ладья · d5 чёрная пешка · f5 чёрная пешка · c4 чёрная пешка · e4 чёрный король · g4 чёрная пешка · c3 белая ладья · g3 белая пешка · h3 белый конь · c2 белый конь · d2 чёрная пешка · e2 чёрная пешка · g2 чёрный конь · h2 белый король · a1 белый слон | c8 чёрный конь · d7 чёрная пешка · f7 белый ферзь · b6 чёрная ладья · d5 чёрная пешка · f5 чёрная пешка · c4 чёрная пешка · e4 чёрный король · g4 чёрная пешка · c3 белая ладья · g3 белая пешка · h3 белый конь · c2 белый конь · d2 чёрная пешка · e2 чёрная пешка · g2 чёрный конь · h2 белый король · a1 белый слон | c8 чёрный конь · d7 чёрная пешка · f7 белый ферзь · b6 чёрная ладья · d5 чёрная пешка · f5 чёрная пешка · c4 чёрная пешка · e4 чёрный король · g4 чёрная пешка · c3 белая ладья · g3 белая пешка · h3 белый конь · c2 белый конь · d2 чёрная пешка · e2 чёрная пешка · g2 чёрный конь · h2 белый король · a1 белый слон | c8 чёрный конь · d7 чёрная пешка · f7 белый ферзь · b6 чёрная ладья · d5 чёрная пешка · f5 чёрная пешка · c4 чёрная пешка · e4 чёрный король · g4 чёрная пешка · c3 белая ладья · g3 белая пешка · h3 белый конь · c2 белый конь · d2 чёрная пешка · e2 чёрная пешка · g2 чёрный конь · h2 белый король · a1 белый слон | c8 чёрный конь · d7 чёрная пешка · f7 белый ферзь · b6 чёрная ладья · d5 чёрная пешка · f5 чёрная пешка · c4 чёрная пешка · e4 чёрный король · g4 чёрная пешка · c3 белая ладья · g3 белая пешка · h3 белый конь · c2 белый конь · d2 чёрная пешка · e2 чёрная пешка · g2 чёрный конь · h2 белый король · a1 белый слон | 5 |
| 4 | c8 чёрный конь · d7 чёрная пешка · f7 белый ферзь · b6 чёрная ладья · d5 чёрная пешка · f5 чёрная пешка · c4 чёрная пешка · e4 чёрный король · g4 чёрная пешка · c3 белая ладья · g3 белая пешка · h3 белый конь · c2 белый конь · d2 чёрная пешка · e2 чёрная пешка · g2 чёрный конь · h2 белый король · a1 белый слон | c8 чёрный конь · d7 чёрная пешка · f7 белый ферзь · b6 чёрная ладья · d5 чёрная пешка · f5 чёрная пешка · c4 чёрная пешка · e4 чёрный король · g4 чёрная пешка · c3 белая ладья · g3 белая пешка · h3 белый конь · c2 белый конь · d2 чёрная пешка · e2 чёрная пешка · g2 чёрный конь · h2 белый король · a1 белый слон | c8 чёрный конь · d7 чёрная пешка · f7 белый ферзь · b6 чёрная ладья · d5 чёрная пешка · f5 чёрная пешка · c4 чёрная пешка · e4 чёрный король · g4 чёрная пешка · c3 белая ладья · g3 белая пешка · h3 белый конь · c2 белый конь · d2 чёрная пешка · e2 чёрная пешка · g2 чёрный конь · h2 белый король · a1 белый слон | c8 чёрный конь · d7 чёрная пешка · f7 белый ферзь · b6 чёрная ладья · d5 чёрная пешка · f5 чёрная пешка · c4 чёрная пешка · e4 чёрный король · g4 чёрная пешка · c3 белая ладья · g3 белая пешка · h3 белый конь · c2 белый конь · d2 чёрная пешка · e2 чёрная пешка · g2 чёрный конь · h2 белый король · a1 белый слон | c8 чёрный конь · d7 чёрная пешка · f7 белый ферзь · b6 чёрная ладья · d5 чёрная пешка · f5 чёрная пешка · c4 чёрная пешка · e4 чёрный король · g4 чёрная пешка · c3 белая ладья · g3 белая пешка · h3 белый конь · c2 белый конь · d2 чёрная пешка · e2 чёрная пешка · g2 чёрный конь · h2 белый король · a1 белый слон | c8 чёрный конь · d7 чёрная пешка · f7 белый ферзь · b6 чёрная ладья · d5 чёрная пешка · f5 чёрная пешка · c4 чёрная пешка · e4 чёрный король · g4 чёрная пешка · c3 белая ладья · g3 белая пешка · h3 белый конь · c2 белый конь · d2 чёрная пешка · e2 чёрная пешка · g2 чёрный конь · h2 белый король · a1 белый слон | c8 чёрный конь · d7 чёрная пешка · f7 белый ферзь · b6 чёрная ладья · d5 чёрная пешка · f5 чёрная пешка · c4 чёрная пешка · e4 чёрный король · g4 чёрная пешка · c3 белая ладья · g3 белая пешка · h3 белый конь · c2 белый конь · d2 чёрная пешка · e2 чёрная пешка · g2 чёрный конь · h2 белый король · a1 белый слон | c8 чёрный конь · d7 чёрная пешка · f7 белый ферзь · b6 чёрная ладья · d5 чёрная пешка · f5 чёрная пешка · c4 чёрная пешка · e4 чёрный король · g4 чёрная пешка · c3 белая ладья · g3 белая пешка · h3 белый конь · c2 белый конь · d2 чёрная пешка · e2 чёрная пешка · g2 чёрный конь · h2 белый король · a1 белый слон | 4 |
| 3 | c8 чёрный конь · d7 чёрная пешка · f7 белый ферзь · b6 чёрная ладья · d5 чёрная пешка · f5 чёрная пешка · c4 чёрная пешка · e4 чёрный король · g4 чёрная пешка · c3 белая ладья · g3 белая пешка · h3 белый конь · c2 белый конь · d2 чёрная пешка · e2 чёрная пешка · g2 чёрный конь · h2 белый король · a1 белый слон | c8 чёрный конь · d7 чёрная пешка · f7 белый ферзь · b6 чёрная ладья · d5 чёрная пешка · f5 чёрная пешка · c4 чёрная пешка · e4 чёрный король · g4 чёрная пешка · c3 белая ладья · g3 белая пешка · h3 белый конь · c2 белый конь · d2 чёрная пешка · e2 чёрная пешка · g2 чёрный конь · h2 белый король · a1 белый слон | c8 чёрный конь · d7 чёрная пешка · f7 белый ферзь · b6 чёрная ладья · d5 чёрная пешка · f5 чёрная пешка · c4 чёрная пешка · e4 чёрный король · g4 чёрная пешка · c3 белая ладья · g3 белая пешка · h3 белый конь · c2 белый конь · d2 чёрная пешка · e2 чёрная пешка · g2 чёрный конь · h2 белый король · a1 белый слон | c8 чёрный конь · d7 чёрная пешка · f7 белый ферзь · b6 чёрная ладья · d5 чёрная пешка · f5 чёрная пешка · c4 чёрная пешка · e4 чёрный король · g4 чёрная пешка · c3 белая ладья · g3 белая пешка · h3 белый конь · c2 белый конь · d2 чёрная пешка · e2 чёрная пешка · g2 чёрный конь · h2 белый король · a1 белый слон | c8 чёрный конь · d7 чёрная пешка · f7 белый ферзь · b6 чёрная ладья · d5 чёрная пешка · f5 чёрная пешка · c4 чёрная пешка · e4 чёрный король · g4 чёрная пешка · c3 белая ладья · g3 белая пешка · h3 белый конь · c2 белый конь · d2 чёрная пешка · e2 чёрная пешка · g2 чёрный конь · h2 белый король · a1 белый слон | c8 чёрный конь · d7 чёрная пешка · f7 белый ферзь · b6 чёрная ладья · d5 чёрная пешка · f5 чёрная пешка · c4 чёрная пешка · e4 чёрный король · g4 чёрная пешка · c3 белая ладья · g3 белая пешка · h3 белый конь · c2 белый конь · d2 чёрная пешка · e2 чёрная пешка · g2 чёрный конь · h2 белый король · a1 белый слон | c8 чёрный конь · d7 чёрная пешка · f7 белый ферзь · b6 чёрная ладья · d5 чёрная пешка · f5 чёрная пешка · c4 чёрная пешка · e4 чёрный король · g4 чёрная пешка · c3 белая ладья · g3 белая пешка · h3 белый конь · c2 белый конь · d2 чёрная пешка · e2 чёрная пешка · g2 чёрный конь · h2 белый король · a1 белый слон | c8 чёрный конь · d7 чёрная пешка · f7 белый ферзь · b6 чёрная ладья · d5 чёрная пешка · f5 чёрная пешка · c4 чёрная пешка · e4 чёрный король · g4 чёрная пешка · c3 белая ладья · g3 белая пешка · h3 белый конь · c2 белый конь · d2 чёрная пешка · e2 чёрная пешка · g2 чёрный конь · h2 белый король · a1 белый слон | 3 |
| 2 | c8 чёрный конь · d7 чёрная пешка · f7 белый ферзь · b6 чёрная ладья · d5 чёрная пешка · f5 чёрная пешка · c4 чёрная пешка · e4 чёрный король · g4 чёрная пешка · c3 белая ладья · g3 белая пешка · h3 белый конь · c2 белый конь · d2 чёрная пешка · e2 чёрная пешка · g2 чёрный конь · h2 белый король · a1 белый слон | c8 чёрный конь · d7 чёрная пешка · f7 белый ферзь · b6 чёрная ладья · d5 чёрная пешка · f5 чёрная пешка · c4 чёрная пешка · e4 чёрный король · g4 чёрная пешка · c3 белая ладья · g3 белая пешка · h3 белый конь · c2 белый конь · d2 чёрная пешка · e2 чёрная пешка · g2 чёрный конь · h2 белый король · a1 белый слон | c8 чёрный конь · d7 чёрная пешка · f7 белый ферзь · b6 чёрная ладья · d5 чёрная пешка · f5 чёрная пешка · c4 чёрная пешка · e4 чёрный король · g4 чёрная пешка · c3 белая ладья · g3 белая пешка · h3 белый конь · c2 белый конь · d2 чёрная пешка · e2 чёрная пешка · g2 чёрный конь · h2 белый король · a1 белый слон | c8 чёрный конь · d7 чёрная пешка · f7 белый ферзь · b6 чёрная ладья · d5 чёрная пешка · f5 чёрная пешка · c4 чёрная пешка · e4 чёрный король · g4 чёрная пешка · c3 белая ладья · g3 белая пешка · h3 белый конь · c2 белый конь · d2 чёрная пешка · e2 чёрная пешка · g2 чёрный конь · h2 белый король · a1 белый слон | c8 чёрный конь · d7 чёрная пешка · f7 белый ферзь · b6 чёрная ладья · d5 чёрная пешка · f5 чёрная пешка · c4 чёрная пешка · e4 чёрный король · g4 чёрная пешка · c3 белая ладья · g3 белая пешка · h3 белый конь · c2 белый конь · d2 чёрная пешка · e2 чёрная пешка · g2 чёрный конь · h2 белый король · a1 белый слон | c8 чёрный конь · d7 чёрная пешка · f7 белый ферзь · b6 чёрная ладья · d5 чёрная пешка · f5 чёрная пешка · c4 чёрная пешка · e4 чёрный король · g4 чёрная пешка · c3 белая ладья · g3 белая пешка · h3 белый конь · c2 белый конь · d2 чёрная пешка · e2 чёрная пешка · g2 чёрный конь · h2 белый король · a1 белый слон | c8 чёрный конь · d7 чёрная пешка · f7 белый ферзь · b6 чёрная ладья · d5 чёрная пешка · f5 чёрная пешка · c4 чёрная пешка · e4 чёрный король · g4 чёрная пешка · c3 белая ладья · g3 белая пешка · h3 белый конь · c2 белый конь · d2 чёрная пешка · e2 чёрная пешка · g2 чёрный конь · h2 белый король · a1 белый слон | c8 чёрный конь · d7 чёрная пешка · f7 белый ферзь · b6 чёрная ладья · d5 чёрная пешка · f5 чёрная пешка · c4 чёрная пешка · e4 чёрный король · g4 чёрная пешка · c3 белая ладья · g3 белая пешка · h3 белый конь · c2 белый конь · d2 чёрная пешка · e2 чёрная пешка · g2 чёрный конь · h2 белый король · a1 белый слон | 2 |
| 1 | c8 чёрный конь · d7 чёрная пешка · f7 белый ферзь · b6 чёрная ладья · d5 чёрная пешка · f5 чёрная пешка · c4 чёрная пешка · e4 чёрный король · g4 чёрная пешка · c3 белая ладья · g3 белая пешка · h3 белый конь · c2 белый конь · d2 чёрная пешка · e2 чёрная пешка · g2 чёрный конь · h2 белый король · a1 белый слон | c8 чёрный конь · d7 чёрная пешка · f7 белый ферзь · b6 чёрная ладья · d5 чёрная пешка · f5 чёрная пешка · c4 чёрная пешка · e4 чёрный король · g4 чёрная пешка · c3 белая ладья · g3 белая пешка · h3 белый конь · c2 белый конь · d2 чёрная пешка · e2 чёрная пешка · g2 чёрный конь · h2 белый король · a1 белый слон | c8 чёрный конь · d7 чёрная пешка · f7 белый ферзь · b6 чёрная ладья · d5 чёрная пешка · f5 чёрная пешка · c4 чёрная пешка · e4 чёрный король · g4 чёрная пешка · c3 белая ладья · g3 белая пешка · h3 белый конь · c2 белый конь · d2 чёрная пешка · e2 чёрная пешка · g2 чёрный конь · h2 белый король · a1 белый слон | c8 чёрный конь · d7 чёрная пешка · f7 белый ферзь · b6 чёрная ладья · d5 чёрная пешка · f5 чёрная пешка · c4 чёрная пешка · e4 чёрный король · g4 чёрная пешка · c3 белая ладья · g3 белая пешка · h3 белый конь · c2 белый конь · d2 чёрная пешка · e2 чёрная пешка · g2 чёрный конь · h2 белый король · a1 белый слон | c8 чёрный конь · d7 чёрная пешка · f7 белый ферзь · b6 чёрная ладья · d5 чёрная пешка · f5 чёрная пешка · c4 чёрная пешка · e4 чёрный король · g4 чёрная пешка · c3 белая ладья · g3 белая пешка · h3 белый конь · c2 белый конь · d2 чёрная пешка · e2 чёрная пешка · g2 чёрный конь · h2 белый король · a1 белый слон | c8 чёрный конь · d7 чёрная пешка · f7 белый ферзь · b6 чёрная ладья · d5 чёрная пешка · f5 чёрная пешка · c4 чёрная пешка · e4 чёрный король · g4 чёрная пешка · c3 белая ладья · g3 белая пешка · h3 белый конь · c2 белый конь · d2 чёрная пешка · e2 чёрная пешка · g2 чёрный конь · h2 белый король · a1 белый слон | c8 чёрный конь · d7 чёрная пешка · f7 белый ферзь · b6 чёрная ладья · d5 чёрная пешка · f5 чёрная пешка · c4 чёрная пешка · e4 чёрный король · g4 чёрная пешка · c3 белая ладья · g3 белая пешка · h3 белый конь · c2 белый конь · d2 чёрная пешка · e2 чёрная пешка · g2 чёрный конь · h2 белый король · a1 белый слон | c8 чёрный конь · d7 чёрная пешка · f7 белый ферзь · b6 чёрная ладья · d5 чёрная пешка · f5 чёрная пешка · c4 чёрная пешка · e4 чёрный король · g4 чёрная пешка · c3 белая ладья · g3 белая пешка · h3 белый конь · c2 белый конь · d2 чёрная пешка · e2 чёрная пешка · g2 чёрный конь · h2 белый король · a1 белый слон | 1 |
|   | a | b | c | d | e | f | g | h |   |

Ложный след:

1.Лd3? — угрозы 2.Кf2#[A] и Ф:d5#[B]

1…Кр:d3 2.Ф:f5#[C]

1…c:d3 2.Кg5#[D], но 1…d4!

Решение:

1.Лf3! —  угрозы 2.Ф:f5#[C] и Кg5[D]#

1…Kp:f3 2.Ф:d5#[A]

1…g:f3 2.Кf2#[B]

|   | a | b | c | d | e | f | g | h |   |
| - | --- | --- | --- | --- | --- | --- | --- | --- | - |
| 8 | b8 белый конь · f8 чёрная ладья · h8 чёрный слон · a7 белый король · b7 белая пешка · e7 белый конь · g7 чёрный ферзь · f6 белая пешка · g6 белая ладья · d5 чёрная пешка · e5 белая пешка · g5 чёрная пешка · a4 белый слон · c4 чёрный король · g4 чёрная пешка · a3 белый слон · f3 чёрная ладья · g3 белая ладья · a2 чёрный слон · e2 белая пешка · a1 белый ферзь | b8 белый конь · f8 чёрная ладья · h8 чёрный слон · a7 белый король · b7 белая пешка · e7 белый конь · g7 чёрный ферзь · f6 белая пешка · g6 белая ладья · d5 чёрная пешка · e5 белая пешка · g5 чёрная пешка · a4 белый слон · c4 чёрный король · g4 чёрная пешка · a3 белый слон · f3 чёрная ладья · g3 белая ладья · a2 чёрный слон · e2 белая пешка · a1 белый ферзь | b8 белый конь · f8 чёрная ладья · h8 чёрный слон · a7 белый король · b7 белая пешка · e7 белый конь · g7 чёрный ферзь · f6 белая пешка · g6 белая ладья · d5 чёрная пешка · e5 белая пешка · g5 чёрная пешка · a4 белый слон · c4 чёрный король · g4 чёрная пешка · a3 белый слон · f3 чёрная ладья · g3 белая ладья · a2 чёрный слон · e2 белая пешка · a1 белый ферзь | b8 белый конь · f8 чёрная ладья · h8 чёрный слон · a7 белый король · b7 белая пешка · e7 белый конь · g7 чёрный ферзь · f6 белая пешка · g6 белая ладья · d5 чёрная пешка · e5 белая пешка · g5 чёрная пешка · a4 белый слон · c4 чёрный король · g4 чёрная пешка · a3 белый слон · f3 чёрная ладья · g3 белая ладья · a2 чёрный слон · e2 белая пешка · a1 белый ферзь | b8 белый конь · f8 чёрная ладья · h8 чёрный слон · a7 белый король · b7 белая пешка · e7 белый конь · g7 чёрный ферзь · f6 белая пешка · g6 белая ладья · d5 чёрная пешка · e5 белая пешка · g5 чёрная пешка · a4 белый слон · c4 чёрный король · g4 чёрная пешка · a3 белый слон · f3 чёрная ладья · g3 белая ладья · a2 чёрный слон · e2 белая пешка · a1 белый ферзь | b8 белый конь · f8 чёрная ладья · h8 чёрный слон · a7 белый король · b7 белая пешка · e7 белый конь · g7 чёрный ферзь · f6 белая пешка · g6 белая ладья · d5 чёрная пешка · e5 белая пешка · g5 чёрная пешка · a4 белый слон · c4 чёрный король · g4 чёрная пешка · a3 белый слон · f3 чёрная ладья · g3 белая ладья · a2 чёрный слон · e2 белая пешка · a1 белый ферзь | b8 белый конь · f8 чёрная ладья · h8 чёрный слон · a7 белый король · b7 белая пешка · e7 белый конь · g7 чёрный ферзь · f6 белая пешка · g6 белая ладья · d5 чёрная пешка · e5 белая пешка · g5 чёрная пешка · a4 белый слон · c4 чёрный король · g4 чёрная пешка · a3 белый слон · f3 чёрная ладья · g3 белая ладья · a2 чёрный слон · e2 белая пешка · a1 белый ферзь | b8 белый конь · f8 чёрная ладья · h8 чёрный слон · a7 белый король · b7 белая пешка · e7 белый конь · g7 чёрный ферзь · f6 белая пешка · g6 белая ладья · d5 чёрная пешка · e5 белая пешка · g5 чёрная пешка · a4 белый слон · c4 чёрный король · g4 чёрная пешка · a3 белый слон · f3 чёрная ладья · g3 белая ладья · a2 чёрный слон · e2 белая пешка · a1 белый ферзь | 8 |
| 7 | b8 белый конь · f8 чёрная ладья · h8 чёрный слон · a7 белый король · b7 белая пешка · e7 белый конь · g7 чёрный ферзь · f6 белая пешка · g6 белая ладья · d5 чёрная пешка · e5 белая пешка · g5 чёрная пешка · a4 белый слон · c4 чёрный король · g4 чёрная пешка · a3 белый слон · f3 чёрная ладья · g3 белая ладья · a2 чёрный слон · e2 белая пешка · a1 белый ферзь | b8 белый конь · f8 чёрная ладья · h8 чёрный слон · a7 белый король · b7 белая пешка · e7 белый конь · g7 чёрный ферзь · f6 белая пешка · g6 белая ладья · d5 чёрная пешка · e5 белая пешка · g5 чёрная пешка · a4 белый слон · c4 чёрный король · g4 чёрная пешка · a3 белый слон · f3 чёрная ладья · g3 белая ладья · a2 чёрный слон · e2 белая пешка · a1 белый ферзь | b8 белый конь · f8 чёрная ладья · h8 чёрный слон · a7 белый король · b7 белая пешка · e7 белый конь · g7 чёрный ферзь · f6 белая пешка · g6 белая ладья · d5 чёрная пешка · e5 белая пешка · g5 чёрная пешка · a4 белый слон · c4 чёрный король · g4 чёрная пешка · a3 белый слон · f3 чёрная ладья · g3 белая ладья · a2 чёрный слон · e2 белая пешка · a1 белый ферзь | b8 белый конь · f8 чёрная ладья · h8 чёрный слон · a7 белый король · b7 белая пешка · e7 белый конь · g7 чёрный ферзь · f6 белая пешка · g6 белая ладья · d5 чёрная пешка · e5 белая пешка · g5 чёрная пешка · a4 белый слон · c4 чёрный король · g4 чёрная пешка · a3 белый слон · f3 чёрная ладья · g3 белая ладья · a2 чёрный слон · e2 белая пешка · a1 белый ферзь | b8 белый конь · f8 чёрная ладья · h8 чёрный слон · a7 белый король · b7 белая пешка · e7 белый конь · g7 чёрный ферзь · f6 белая пешка · g6 белая ладья · d5 чёрная пешка · e5 белая пешка · g5 чёрная пешка · a4 белый слон · c4 чёрный король · g4 чёрная пешка · a3 белый слон · f3 чёрная ладья · g3 белая ладья · a2 чёрный слон · e2 белая пешка · a1 белый ферзь | b8 белый конь · f8 чёрная ладья · h8 чёрный слон · a7 белый король · b7 белая пешка · e7 белый конь · g7 чёрный ферзь · f6 белая пешка · g6 белая ладья · d5 чёрная пешка · e5 белая пешка · g5 чёрная пешка · a4 белый слон · c4 чёрный король · g4 чёрная пешка · a3 белый слон · f3 чёрная ладья · g3 белая ладья · a2 чёрный слон · e2 белая пешка · a1 белый ферзь | b8 белый конь · f8 чёрная ладья · h8 чёрный слон · a7 белый король · b7 белая пешка · e7 белый конь · g7 чёрный ферзь · f6 белая пешка · g6 белая ладья · d5 чёрная пешка · e5 белая пешка · g5 чёрная пешка · a4 белый слон · c4 чёрный король · g4 чёрная пешка · a3 белый слон · f3 чёрная ладья · g3 белая ладья · a2 чёрный слон · e2 белая пешка · a1 белый ферзь | b8 белый конь · f8 чёрная ладья · h8 чёрный слон · a7 белый король · b7 белая пешка · e7 белый конь · g7 чёрный ферзь · f6 белая пешка · g6 белая ладья · d5 чёрная пешка · e5 белая пешка · g5 чёрная пешка · a4 белый слон · c4 чёрный король · g4 чёрная пешка · a3 белый слон · f3 чёрная ладья · g3 белая ладья · a2 чёрный слон · e2 белая пешка · a1 белый ферзь | 7 |
| 6 | b8 белый конь · f8 чёрная ладья · h8 чёрный слон · a7 белый король · b7 белая пешка · e7 белый конь · g7 чёрный ферзь · f6 белая пешка · g6 белая ладья · d5 чёрная пешка · e5 белая пешка · g5 чёрная пешка · a4 белый слон · c4 чёрный король · g4 чёрная пешка · a3 белый слон · f3 чёрная ладья · g3 белая ладья · a2 чёрный слон · e2 белая пешка · a1 белый ферзь | b8 белый конь · f8 чёрная ладья · h8 чёрный слон · a7 белый король · b7 белая пешка · e7 белый конь · g7 чёрный ферзь · f6 белая пешка · g6 белая ладья · d5 чёрная пешка · e5 белая пешка · g5 чёрная пешка · a4 белый слон · c4 чёрный король · g4 чёрная пешка · a3 белый слон · f3 чёрная ладья · g3 белая ладья · a2 чёрный слон · e2 белая пешка · a1 белый ферзь | b8 белый конь · f8 чёрная ладья · h8 чёрный слон · a7 белый король · b7 белая пешка · e7 белый конь · g7 чёрный ферзь · f6 белая пешка · g6 белая ладья · d5 чёрная пешка · e5 белая пешка · g5 чёрная пешка · a4 белый слон · c4 чёрный король · g4 чёрная пешка · a3 белый слон · f3 чёрная ладья · g3 белая ладья · a2 чёрный слон · e2 белая пешка · a1 белый ферзь | b8 белый конь · f8 чёрная ладья · h8 чёрный слон · a7 белый король · b7 белая пешка · e7 белый конь · g7 чёрный ферзь · f6 белая пешка · g6 белая ладья · d5 чёрная пешка · e5 белая пешка · g5 чёрная пешка · a4 белый слон · c4 чёрный король · g4 чёрная пешка · a3 белый слон · f3 чёрная ладья · g3 белая ладья · a2 чёрный слон · e2 белая пешка · a1 белый ферзь | b8 белый конь · f8 чёрная ладья · h8 чёрный слон · a7 белый король · b7 белая пешка · e7 белый конь · g7 чёрный ферзь · f6 белая пешка · g6 белая ладья · d5 чёрная пешка · e5 белая пешка · g5 чёрная пешка · a4 белый слон · c4 чёрный король · g4 чёрная пешка · a3 белый слон · f3 чёрная ладья · g3 белая ладья · a2 чёрный слон · e2 белая пешка · a1 белый ферзь | b8 белый конь · f8 чёрная ладья · h8 чёрный слон · a7 белый король · b7 белая пешка · e7 белый конь · g7 чёрный ферзь · f6 белая пешка · g6 белая ладья · d5 чёрная пешка · e5 белая пешка · g5 чёрная пешка · a4 белый слон · c4 чёрный король · g4 чёрная пешка · a3 белый слон · f3 чёрная ладья · g3 белая ладья · a2 чёрный слон · e2 белая пешка · a1 белый ферзь | b8 белый конь · f8 чёрная ладья · h8 чёрный слон · a7 белый король · b7 белая пешка · e7 белый конь · g7 чёрный ферзь · f6 белая пешка · g6 белая ладья · d5 чёрная пешка · e5 белая пешка · g5 чёрная пешка · a4 белый слон · c4 чёрный король · g4 чёрная пешка · a3 белый слон · f3 чёрная ладья · g3 белая ладья · a2 чёрный слон · e2 белая пешка · a1 белый ферзь | b8 белый конь · f8 чёрная ладья · h8 чёрный слон · a7 белый король · b7 белая пешка · e7 белый конь · g7 чёрный ферзь · f6 белая пешка · g6 белая ладья · d5 чёрная пешка · e5 белая пешка · g5 чёрная пешка · a4 белый слон · c4 чёрный король · g4 чёрная пешка · a3 белый слон · f3 чёрная ладья · g3 белая ладья · a2 чёрный слон · e2 белая пешка · a1 белый ферзь | 6 |
| 5 | b8 белый конь · f8 чёрная ладья · h8 чёрный слон · a7 белый король · b7 белая пешка · e7 белый конь · g7 чёрный ферзь · f6 белая пешка · g6 белая ладья · d5 чёрная пешка · e5 белая пешка · g5 чёрная пешка · a4 белый слон · c4 чёрный король · g4 чёрная пешка · a3 белый слон · f3 чёрная ладья · g3 белая ладья · a2 чёрный слон · e2 белая пешка · a1 белый ферзь | b8 белый конь · f8 чёрная ладья · h8 чёрный слон · a7 белый король · b7 белая пешка · e7 белый конь · g7 чёрный ферзь · f6 белая пешка · g6 белая ладья · d5 чёрная пешка · e5 белая пешка · g5 чёрная пешка · a4 белый слон · c4 чёрный король · g4 чёрная пешка · a3 белый слон · f3 чёрная ладья · g3 белая ладья · a2 чёрный слон · e2 белая пешка · a1 белый ферзь | b8 белый конь · f8 чёрная ладья · h8 чёрный слон · a7 белый король · b7 белая пешка · e7 белый конь · g7 чёрный ферзь · f6 белая пешка · g6 белая ладья · d5 чёрная пешка · e5 белая пешка · g5 чёрная пешка · a4 белый слон · c4 чёрный король · g4 чёрная пешка · a3 белый слон · f3 чёрная ладья · g3 белая ладья · a2 чёрный слон · e2 белая пешка · a1 белый ферзь | b8 белый конь · f8 чёрная ладья · h8 чёрный слон · a7 белый король · b7 белая пешка · e7 белый конь · g7 чёрный ферзь · f6 белая пешка · g6 белая ладья · d5 чёрная пешка · e5 белая пешка · g5 чёрная пешка · a4 белый слон · c4 чёрный король · g4 чёрная пешка · a3 белый слон · f3 чёрная ладья · g3 белая ладья · a2 чёрный слон · e2 белая пешка · a1 белый ферзь | b8 белый конь · f8 чёрная ладья · h8 чёрный слон · a7 белый король · b7 белая пешка · e7 белый конь · g7 чёрный ферзь · f6 белая пешка · g6 белая ладья · d5 чёрная пешка · e5 белая пешка · g5 чёрная пешка · a4 белый слон · c4 чёрный король · g4 чёрная пешка · a3 белый слон · f3 чёрная ладья · g3 белая ладья · a2 чёрный слон · e2 белая пешка · a1 белый ферзь | b8 белый конь · f8 чёрная ладья · h8 чёрный слон · a7 белый король · b7 белая пешка · e7 белый конь · g7 чёрный ферзь · f6 белая пешка · g6 белая ладья · d5 чёрная пешка · e5 белая пешка · g5 чёрная пешка · a4 белый слон · c4 чёрный король · g4 чёрная пешка · a3 белый слон · f3 чёрная ладья · g3 белая ладья · a2 чёрный слон · e2 белая пешка · a1 белый ферзь | b8 белый конь · f8 чёрная ладья · h8 чёрный слон · a7 белый король · b7 белая пешка · e7 белый конь · g7 чёрный ферзь · f6 белая пешка · g6 белая ладья · d5 чёрная пешка · e5 белая пешка · g5 чёрная пешка · a4 белый слон · c4 чёрный король · g4 чёрная пешка · a3 белый слон · f3 чёрная ладья · g3 белая ладья · a2 чёрный слон · e2 белая пешка · a1 белый ферзь | b8 белый конь · f8 чёрная ладья · h8 чёрный слон · a7 белый король · b7 белая пешка · e7 белый конь · g7 чёрный ферзь · f6 белая пешка · g6 белая ладья · d5 чёрная пешка · e5 белая пешка · g5 чёрная пешка · a4 белый слон · c4 чёрный король · g4 чёрная пешка · a3 белый слон · f3 чёрная ладья · g3 белая ладья · a2 чёрный слон · e2 белая пешка · a1 белый ферзь | 5 |
| 4 | b8 белый конь · f8 чёрная ладья · h8 чёрный слон · a7 белый король · b7 белая пешка · e7 белый конь · g7 чёрный ферзь · f6 белая пешка · g6 белая ладья · d5 чёрная пешка · e5 белая пешка · g5 чёрная пешка · a4 белый слон · c4 чёрный король · g4 чёрная пешка · a3 белый слон · f3 чёрная ладья · g3 белая ладья · a2 чёрный слон · e2 белая пешка · a1 белый ферзь | b8 белый конь · f8 чёрная ладья · h8 чёрный слон · a7 белый король · b7 белая пешка · e7 белый конь · g7 чёрный ферзь · f6 белая пешка · g6 белая ладья · d5 чёрная пешка · e5 белая пешка · g5 чёрная пешка · a4 белый слон · c4 чёрный король · g4 чёрная пешка · a3 белый слон · f3 чёрная ладья · g3 белая ладья · a2 чёрный слон · e2 белая пешка · a1 белый ферзь | b8 белый конь · f8 чёрная ладья · h8 чёрный слон · a7 белый король · b7 белая пешка · e7 белый конь · g7 чёрный ферзь · f6 белая пешка · g6 белая ладья · d5 чёрная пешка · e5 белая пешка · g5 чёрная пешка · a4 белый слон · c4 чёрный король · g4 чёрная пешка · a3 белый слон · f3 чёрная ладья · g3 белая ладья · a2 чёрный слон · e2 белая пешка · a1 белый ферзь | b8 белый конь · f8 чёрная ладья · h8 чёрный слон · a7 белый король · b7 белая пешка · e7 белый конь · g7 чёрный ферзь · f6 белая пешка · g6 белая ладья · d5 чёрная пешка · e5 белая пешка · g5 чёрная пешка · a4 белый слон · c4 чёрный король · g4 чёрная пешка · a3 белый слон · f3 чёрная ладья · g3 белая ладья · a2 чёрный слон · e2 белая пешка · a1 белый ферзь | b8 белый конь · f8 чёрная ладья · h8 чёрный слон · a7 белый король · b7 белая пешка · e7 белый конь · g7 чёрный ферзь · f6 белая пешка · g6 белая ладья · d5 чёрная пешка · e5 белая пешка · g5 чёрная пешка · a4 белый слон · c4 чёрный король · g4 чёрная пешка · a3 белый слон · f3 чёрная ладья · g3 белая ладья · a2 чёрный слон · e2 белая пешка · a1 белый ферзь | b8 белый конь · f8 чёрная ладья · h8 чёрный слон · a7 белый король · b7 белая пешка · e7 белый конь · g7 чёрный ферзь · f6 белая пешка · g6 белая ладья · d5 чёрная пешка · e5 белая пешка · g5 чёрная пешка · a4 белый слон · c4 чёрный король · g4 чёрная пешка · a3 белый слон · f3 чёрная ладья · g3 белая ладья · a2 чёрный слон · e2 белая пешка · a1 белый ферзь | b8 белый конь · f8 чёрная ладья · h8 чёрный слон · a7 белый король · b7 белая пешка · e7 белый конь · g7 чёрный ферзь · f6 белая пешка · g6 белая ладья · d5 чёрная пешка · e5 белая пешка · g5 чёрная пешка · a4 белый слон · c4 чёрный король · g4 чёрная пешка · a3 белый слон · f3 чёрная ладья · g3 белая ладья · a2 чёрный слон · e2 белая пешка · a1 белый ферзь | b8 белый конь · f8 чёрная ладья · h8 чёрный слон · a7 белый король · b7 белая пешка · e7 белый конь · g7 чёрный ферзь · f6 белая пешка · g6 белая ладья · d5 чёрная пешка · e5 белая пешка · g5 чёрная пешка · a4 белый слон · c4 чёрный король · g4 чёрная пешка · a3 белый слон · f3 чёрная ладья · g3 белая ладья · a2 чёрный слон · e2 белая пешка · a1 белый ферзь | 4 |
| 3 | b8 белый конь · f8 чёрная ладья · h8 чёрный слон · a7 белый король · b7 белая пешка · e7 белый конь · g7 чёрный ферзь · f6 белая пешка · g6 белая ладья · d5 чёрная пешка · e5 белая пешка · g5 чёрная пешка · a4 белый слон · c4 чёрный король · g4 чёрная пешка · a3 белый слон · f3 чёрная ладья · g3 белая ладья · a2 чёрный слон · e2 белая пешка · a1 белый ферзь | b8 белый конь · f8 чёрная ладья · h8 чёрный слон · a7 белый король · b7 белая пешка · e7 белый конь · g7 чёрный ферзь · f6 белая пешка · g6 белая ладья · d5 чёрная пешка · e5 белая пешка · g5 чёрная пешка · a4 белый слон · c4 чёрный король · g4 чёрная пешка · a3 белый слон · f3 чёрная ладья · g3 белая ладья · a2 чёрный слон · e2 белая пешка · a1 белый ферзь | b8 белый конь · f8 чёрная ладья · h8 чёрный слон · a7 белый король · b7 белая пешка · e7 белый конь · g7 чёрный ферзь · f6 белая пешка · g6 белая ладья · d5 чёрная пешка · e5 белая пешка · g5 чёрная пешка · a4 белый слон · c4 чёрный король · g4 чёрная пешка · a3 белый слон · f3 чёрная ладья · g3 белая ладья · a2 чёрный слон · e2 белая пешка · a1 белый ферзь | b8 белый конь · f8 чёрная ладья · h8 чёрный слон · a7 белый король · b7 белая пешка · e7 белый конь · g7 чёрный ферзь · f6 белая пешка · g6 белая ладья · d5 чёрная пешка · e5 белая пешка · g5 чёрная пешка · a4 белый слон · c4 чёрный король · g4 чёрная пешка · a3 белый слон · f3 чёрная ладья · g3 белая ладья · a2 чёрный слон · e2 белая пешка · a1 белый ферзь | b8 белый конь · f8 чёрная ладья · h8 чёрный слон · a7 белый король · b7 белая пешка · e7 белый конь · g7 чёрный ферзь · f6 белая пешка · g6 белая ладья · d5 чёрная пешка · e5 белая пешка · g5 чёрная пешка · a4 белый слон · c4 чёрный король · g4 чёрная пешка · a3 белый слон · f3 чёрная ладья · g3 белая ладья · a2 чёрный слон · e2 белая пешка · a1 белый ферзь | b8 белый конь · f8 чёрная ладья · h8 чёрный слон · a7 белый король · b7 белая пешка · e7 белый конь · g7 чёрный ферзь · f6 белая пешка · g6 белая ладья · d5 чёрная пешка · e5 белая пешка · g5 чёрная пешка · a4 белый слон · c4 чёрный король · g4 чёрная пешка · a3 белый слон · f3 чёрная ладья · g3 белая ладья · a2 чёрный слон · e2 белая пешка · a1 белый ферзь | b8 белый конь · f8 чёрная ладья · h8 чёрный слон · a7 белый король · b7 белая пешка · e7 белый конь · g7 чёрный ферзь · f6 белая пешка · g6 белая ладья · d5 чёрная пешка · e5 белая пешка · g5 чёрная пешка · a4 белый слон · c4 чёрный король · g4 чёрная пешка · a3 белый слон · f3 чёрная ладья · g3 белая ладья · a2 чёрный слон · e2 белая пешка · a1 белый ферзь | b8 белый конь · f8 чёрная ладья · h8 чёрный слон · a7 белый король · b7 белая пешка · e7 белый конь · g7 чёрный ферзь · f6 белая пешка · g6 белая ладья · d5 чёрная пешка · e5 белая пешка · g5 чёрная пешка · a4 белый слон · c4 чёрный король · g4 чёрная пешка · a3 белый слон · f3 чёрная ладья · g3 белая ладья · a2 чёрный слон · e2 белая пешка · a1 белый ферзь | 3 |
| 2 | b8 белый конь · f8 чёрная ладья · h8 чёрный слон · a7 белый король · b7 белая пешка · e7 белый конь · g7 чёрный ферзь · f6 белая пешка · g6 белая ладья · d5 чёрная пешка · e5 белая пешка · g5 чёрная пешка · a4 белый слон · c4 чёрный король · g4 чёрная пешка · a3 белый слон · f3 чёрная ладья · g3 белая ладья · a2 чёрный слон · e2 белая пешка · a1 белый ферзь | b8 белый конь · f8 чёрная ладья · h8 чёрный слон · a7 белый король · b7 белая пешка · e7 белый конь · g7 чёрный ферзь · f6 белая пешка · g6 белая ладья · d5 чёрная пешка · e5 белая пешка · g5 чёрная пешка · a4 белый слон · c4 чёрный король · g4 чёрная пешка · a3 белый слон · f3 чёрная ладья · g3 белая ладья · a2 чёрный слон · e2 белая пешка · a1 белый ферзь | b8 белый конь · f8 чёрная ладья · h8 чёрный слон · a7 белый король · b7 белая пешка · e7 белый конь · g7 чёрный ферзь · f6 белая пешка · g6 белая ладья · d5 чёрная пешка · e5 белая пешка · g5 чёрная пешка · a4 белый слон · c4 чёрный король · g4 чёрная пешка · a3 белый слон · f3 чёрная ладья · g3 белая ладья · a2 чёрный слон · e2 белая пешка · a1 белый ферзь | b8 белый конь · f8 чёрная ладья · h8 чёрный слон · a7 белый король · b7 белая пешка · e7 белый конь · g7 чёрный ферзь · f6 белая пешка · g6 белая ладья · d5 чёрная пешка · e5 белая пешка · g5 чёрная пешка · a4 белый слон · c4 чёрный король · g4 чёрная пешка · a3 белый слон · f3 чёрная ладья · g3 белая ладья · a2 чёрный слон · e2 белая пешка · a1 белый ферзь | b8 белый конь · f8 чёрная ладья · h8 чёрный слон · a7 белый король · b7 белая пешка · e7 белый конь · g7 чёрный ферзь · f6 белая пешка · g6 белая ладья · d5 чёрная пешка · e5 белая пешка · g5 чёрная пешка · a4 белый слон · c4 чёрный король · g4 чёрная пешка · a3 белый слон · f3 чёрная ладья · g3 белая ладья · a2 чёрный слон · e2 белая пешка · a1 белый ферзь | b8 белый конь · f8 чёрная ладья · h8 чёрный слон · a7 белый король · b7 белая пешка · e7 белый конь · g7 чёрный ферзь · f6 белая пешка · g6 белая ладья · d5 чёрная пешка · e5 белая пешка · g5 чёрная пешка · a4 белый слон · c4 чёрный король · g4 чёрная пешка · a3 белый слон · f3 чёрная ладья · g3 белая ладья · a2 чёрный слон · e2 белая пешка · a1 белый ферзь | b8 белый конь · f8 чёрная ладья · h8 чёрный слон · a7 белый король · b7 белая пешка · e7 белый конь · g7 чёрный ферзь · f6 белая пешка · g6 белая ладья · d5 чёрная пешка · e5 белая пешка · g5 чёрная пешка · a4 белый слон · c4 чёрный король · g4 чёрная пешка · a3 белый слон · f3 чёрная ладья · g3 белая ладья · a2 чёрный слон · e2 белая пешка · a1 белый ферзь | b8 белый конь · f8 чёрная ладья · h8 чёрный слон · a7 белый король · b7 белая пешка · e7 белый конь · g7 чёрный ферзь · f6 белая пешка · g6 белая ладья · d5 чёрная пешка · e5 белая пешка · g5 чёрная пешка · a4 белый слон · c4 чёрный король · g4 чёрная пешка · a3 белый слон · f3 чёрная ладья · g3 белая ладья · a2 чёрный слон · e2 белая пешка · a1 белый ферзь | 2 |
| 1 | b8 белый конь · f8 чёрная ладья · h8 чёрный слон · a7 белый король · b7 белая пешка · e7 белый конь · g7 чёрный ферзь · f6 белая пешка · g6 белая ладья · d5 чёрная пешка · e5 белая пешка · g5 чёрная пешка · a4 белый слон · c4 чёрный король · g4 чёрная пешка · a3 белый слон · f3 чёрная ладья · g3 белая ладья · a2 чёрный слон · e2 белая пешка · a1 белый ферзь | b8 белый конь · f8 чёрная ладья · h8 чёрный слон · a7 белый король · b7 белая пешка · e7 белый конь · g7 чёрный ферзь · f6 белая пешка · g6 белая ладья · d5 чёрная пешка · e5 белая пешка · g5 чёрная пешка · a4 белый слон · c4 чёрный король · g4 чёрная пешка · a3 белый слон · f3 чёрная ладья · g3 белая ладья · a2 чёрный слон · e2 белая пешка · a1 белый ферзь | b8 белый конь · f8 чёрная ладья · h8 чёрный слон · a7 белый король · b7 белая пешка · e7 белый конь · g7 чёрный ферзь · f6 белая пешка · g6 белая ладья · d5 чёрная пешка · e5 белая пешка · g5 чёрная пешка · a4 белый слон · c4 чёрный король · g4 чёрная пешка · a3 белый слон · f3 чёрная ладья · g3 белая ладья · a2 чёрный слон · e2 белая пешка · a1 белый ферзь | b8 белый конь · f8 чёрная ладья · h8 чёрный слон · a7 белый король · b7 белая пешка · e7 белый конь · g7 чёрный ферзь · f6 белая пешка · g6 белая ладья · d5 чёрная пешка · e5 белая пешка · g5 чёрная пешка · a4 белый слон · c4 чёрный король · g4 чёрная пешка · a3 белый слон · f3 чёрная ладья · g3 белая ладья · a2 чёрный слон · e2 белая пешка · a1 белый ферзь | b8 белый конь · f8 чёрная ладья · h8 чёрный слон · a7 белый король · b7 белая пешка · e7 белый конь · g7 чёрный ферзь · f6 белая пешка · g6 белая ладья · d5 чёрная пешка · e5 белая пешка · g5 чёрная пешка · a4 белый слон · c4 чёрный король · g4 чёрная пешка · a3 белый слон · f3 чёрная ладья · g3 белая ладья · a2 чёрный слон · e2 белая пешка · a1 белый ферзь | b8 белый конь · f8 чёрная ладья · h8 чёрный слон · a7 белый король · b7 белая пешка · e7 белый конь · g7 чёрный ферзь · f6 белая пешка · g6 белая ладья · d5 чёрная пешка · e5 белая пешка · g5 чёрная пешка · a4 белый слон · c4 чёрный король · g4 чёрная пешка · a3 белый слон · f3 чёрная ладья · g3 белая ладья · a2 чёрный слон · e2 белая пешка · a1 белый ферзь | b8 белый конь · f8 чёрная ладья · h8 чёрный слон · a7 белый король · b7 белая пешка · e7 белый конь · g7 чёрный ферзь · f6 белая пешка · g6 белая ладья · d5 чёрная пешка · e5 белая пешка · g5 чёрная пешка · a4 белый слон · c4 чёрный король · g4 чёрная пешка · a3 белый слон · f3 чёрная ладья · g3 белая ладья · a2 чёрный слон · e2 белая пешка · a1 белый ферзь | b8 белый конь · f8 чёрная ладья · h8 чёрный слон · a7 белый король · b7 белая пешка · e7 белый конь · g7 чёрный ферзь · f6 белая пешка · g6 белая ладья · d5 чёрная пешка · e5 белая пешка · g5 чёрная пешка · a4 белый слон · c4 чёрный король · g4 чёрная пешка · a3 белый слон · f3 чёрная ладья · g3 белая ладья · a2 чёрный слон · e2 белая пешка · a1 белый ферзь | 1 |
|   | a | b | c | d | e | f | g | h |   |

Решение:
 
1.Крa6! — угроза 2.Сb5+ Крb3 3.Фb2#

 
1...Л8:f6+ 2.Кbc6 — угроза 3.Фd4# (2...Л6f4 3.Кa5#)

 
1...Л3:f6+ 2.Сc6 — угроза 3.Фc3# (2...Лf3 3.С:d5#)

 
1...Ф:f6+ 2.Кec6 — угроза 3.Фd4# (2...Ф:e5/Фf4 3.Кa5#)

 
(1...Л:a3 2.Л:g4+ d4 3.Ф:d4#)